# Camponotus cacicus
Camponotus cacicus é uma espécie de inseto do gênero Camponotus, pertencente à família Formicidae.